# Temporada 1916-1917 del Liceu
| Temporada 1916-1917 del Liceu |                     |                                                 |                   | |           |                                      |
| Òpera                         | Compositor          | Director musical                                | Director d'escena | Papers principals | Producció | Dates                                |
| Manon                         | Jules Massenet      | Alfredo Padovani                                |                   | Geneviève Vix, Tito Schipa, Armand Crabbè, Angelo Ricceri |           | 21 de novembre                       |
| Maruxa                        | Amadeu Vives        |                                                 |                   | Mattia Battistini, Mercè Capsir, Ofelia Nieto, Maria Ross, Armando Marescotti, Antonio Pini-Corsi                                                                                  |           | 22 de novembre                       |
| Tosca                         | Giacomo Puccini     | Alfredo Padovani                                | Luis Paris        | Alice Zeppilli, Tito Schipa, Mattia Battistini, Conrad Giralt, Antonio Pini-Corsi, Vicenç Gallofré, Josep Fernández, Ramon Escuté, Enriqueta Casas                                 |           | 27 novembre / 2 desembre             |
| Rigoletto                     | Giuseppe Verdi      | Alfredo Padovani / Josep Sabater (10 desembre?) | Luis Paris        | Josep Palet / Carlo Broccardi (16 febrer), Mattia Battistini / Titta Ruffo (16 febrer), Graziella Pareto, Luigi Nicoletti-Kormann, Elena Lucci                                     |           | 16, 19 de gener i 16 de febrer       |
| Die Walküre                   | Richard Wagner      |                                                 |                   | Berta Jullian Venturini, Ofelia Nieto, Maria Camozzi, Luis Canalda, Angelo Masini Pieralli, Conrad Giralt                                                                          |           | 7 de desembre                        |
| Thaïs                         | Jules Massenet      | Alfredo Padovani                                | Luis Paris        | Armand Crabbé, Geneviève Vix, Armando Marescotti, Paquita Rodoreda, Conrad Giralt, Mary Acembri                                                                                    |           | 5 al 8 de gener                      |
| Tassarba                      | Enric Morera        |                                                 |                   | Jaume Illa |           | 18 de gener                          |
| Rigoletto                     | Giuseppe Verdi      | Alfredo Padovani / Josep Sabater (10 desembre?) |                   | Tito Schipa, Armand Crabbé / Josep Segura-Tallien (6 gener) / Francesco Maria Bonini (9 gener), Mercè Capsir, Angelo Ricceri / Angelo Masini-Pieralli (6 gener), Maria Camozzi     |           | 4, 6, 10 de desembre, 6 i 9 de gener |
| Louise                        | Gustave Charpentier |                                                 |                   | Elena Lucci, Geneviève Vix, Aureliano Pertile/Tito Schipa, Francesco Maria Bonini                                                                                                  |           | desembre                             |
| Hamlet                        | Ambroise Thomas     |                                                 |                   | Luigi Rossato, Mercedes Farry, Giuseppina Bertazzoli, Armand Crabbé |           | abril                                |
| La Gioconda                   | Amilcare Ponchielli |                                                 |                   | Elena Lucci, Luigi Rossato, Berta Jullien Venturini/Tina Poli-Randaccio, Giuseppina Bertazzoli, Beniamino Gigli, Josè Segura Tallien                                               |           | abril                                |
| Mefistofele                   | Arrigo Boito        |                                                 |                   | Elena Lucci, Ofelia Nieto, Beniamino Gigli, Luigi Nicoletti Korman |           | abril                                |
| Faust                         | Charles Gounod      |                                                 |                   | Elena Lucci, Edith De Lys/Maria Ross/Yvonne Gall, Michele Mulleras, Leopoldo Brias/Mariano Stabile, Gaudio Mansueto                                                                |           | novembre                             |
| Aida                          | Giuseppe Verdi      |                                                 |                   | Angelo Masini Pieralli, Ofelia Nieto, Maria Camozzi, Aureliano Pertile, Francesco Maria Bonini, Angelo Ricceri                                                                     |           | gener                                |
| El barber de Sevilla          | Gioachino Rossini   | Alfredo Padovani                                | Luis Paris        | Tito Schipa, Antonio Pini-Corsi, Elvira de Hidalgo/Mercè Capsir, Armand Crabbé, Angelo Masini Pieralli, Josep Fernández, Enriqueta Casas, Julià Oliver                             |           | gener                                |
| La sonnambula                 | Vincenzo Bellini    |                                                 |                   | Angelo Masini Pieralli, Mercedes Capsir, Tito Schipa |           | gener                                |
| Thaïs                         | Jules Massenet      | Alfredo Padovani                                | Luis Paris        | Josep Segura-Tallien, Geneviève Vix, Vicenç Gallofré, Paquita Rodoreda, Conrad Giralt, Speranza Dotti, Maria Zani, Vicenç Gallofré, Conrad Giralt, Josep Fernández, Sra. Esquembre |           | 21 d'abril                           |
| Manon                         | Jules Massenet      | Alfredo Padovani                                |                   | Josep Segura-Tallien, Geneviève Vix, Tito Schipa, Vicenç Gallofré, Paquita Rodoreda, Conrad Giralt, Speranza Dotti                                                                 |           | 24 d'abril                           |
| La traviata                   | Giuseppe Verdi      | Alfredo Padovani                                |                   | Mercè Farry, Tito Schipa, Josep Segura-Tallien |           | abril                                |
| Il matrimonio segreto         | Domenico Cimarosa   |                                                 |                   | Elvira de Hidalgo, Bice Delva/Isabella De Frate, Elena Lucci, Armando Marescotti, Antonio Pini-Corsi, Angelo Ricceri                                                               |           | novembre                             |